# Tadeusz Andersz

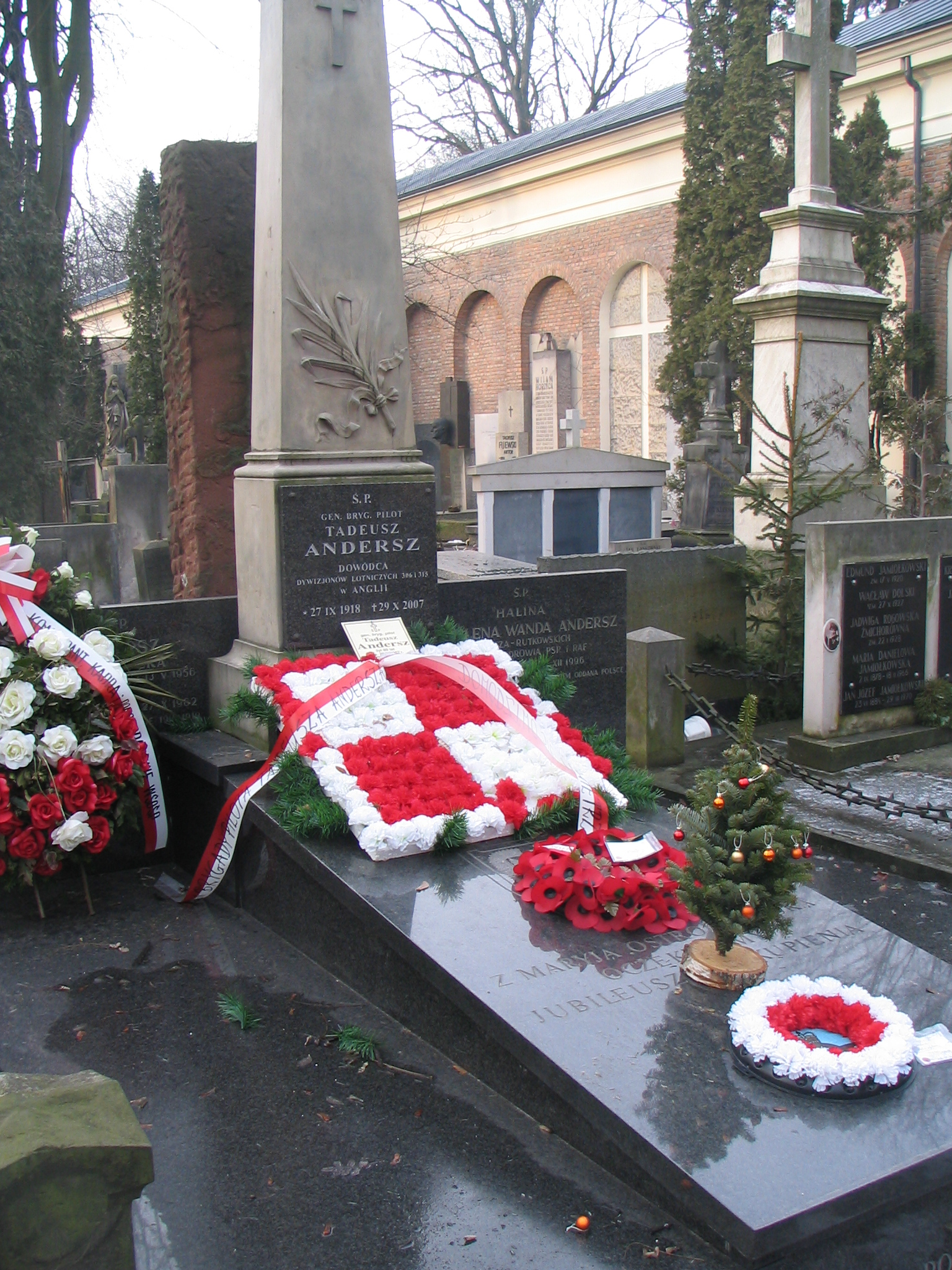
Grób gen. Tadeusza Andersza na cmentarzu Powązkowskim w Warszawie

Tadeusz Andersz (ur. 27 września 1918 w Hoensbroek, zm. 29 października 2007 w Londynie) – generał brygady pilot Wojska Polskiego, major dyplomowany (ang. Squadron Leader) Królewskich Sił Powietrznych.

## Życiorys
Ukończył Gimnazjum im. Gotthilfa Bergera w Poznaniu, gdzie podczas nauki należał do Poznańskiej Czarnej Trzynastki. w 1937 rozpoczął naukę w Szkole Podchorążych Lotnictwa w Dęblinie, przerwaną przez wybuch II wojny światowej. Po ewakuacji do Rumunii został wraz z kolegami internowany w rumuńskim obozie w Slatinie, skąd uciekł do Francji, gdzie służył w polskim lotnictwie wojskowym.
Po klęsce Francji w 1940 znalazł się w Wielkiej Brytanii w dalszym ciągu w składzie polskiego lotnictwa myśliwskiego (nr służbowy P-0374). W okresie od lata 1941 do listopada 1943 pilot, a potem także dowódca eskadry 315 dywizjonu myśliwskiego „Dęblińskiego”. Po okresie służby instruktorskiej, od marca 1944 znów w działaniach bojowych, tym razem w 61 dywizjonie myśliwskim 56 Grupy Myśliwskiej 8 Armii Powietrznej Stanów Zjednoczonych (za wiedzą i akceptacją polskich władz). Od sierpnia 1944 do kwietnia 1945 dowódca dywizjonu 315, następnie w sztabie 12 Grupy Myśliwskiej. W czasie służby zanotował 167 lotów bojowych, dwa zestrzelenia pewne i jedno prawdopodobne.
Po wojnie został kursantem Wyższej Szkoły Lotniczej Weston-super-Mare ukończonej w kwietniu 1946, po czym aż do rozformowania w 1947 był dowódcą 306 dywizjonu myśliwskiego „Toruńskiego”. Następnie służył w Royal Air Force, m.in. był pilotem VIP-ów, a później kontrolerem ruchu lotniczego. Od 1973 na emeryturze. Po 1973 był wiceprezesem Stowarzyszenia Lotników Polskich i adiutantem kolejnych prezydentów RP na uchodźstwie. 9 września 1985 został mianowany podsekretarzem stanu w Ministerstwie Informacji w czwartym rządzie Kazimierza Sabbata. W maju 2005 awansowany na stopień generała brygady.
Został pochowany na cmentarzu Powązkowskim w Warszawie (kwatera 167-1-7/8).
W 2009 powstał film dokumentalny o Tadeuszu Anderszu pt. Latający Holender. Tadeusz Andersz (scenariusz i reżyseria Grzegorz Gajewski).

## Zestrzelenia
Na liście Bajana sklasyfikowany został na 140 pozycji z 2 zestrzeleniami pewnymi, 1 prawdopodobnym.
Chronologiczny wykaz zwycięskich walk powietrznych
zestrzelenia pewne
- Fw-190 – 4 kwietnia 1943 (pilotował Spitfire IX BS408 / PKQ)
- Me-109 – 9 lutego 1944 (pilotował P47 HOC)

zestrzelenia prawdopodobne
- Fw-190 – 21 lutego 1945 (pilotował Mustang III KH481)

## Ordery i odznaczenia
- Krzyż Srebrny Orderu Wojennego Virtuti Militari (1945)
- Krzyż Komandorski Orderu Odrodzenia Polski (11 listopada 1990)[5]
- Krzyż Oficerski Orderu Odrodzenia Polski (13 maja 1985, za wieloletnią działalność niepodległościową i społeczną)[6]
- Krzyż Walecznych – trzykrotnie (1942, 1943)
- brytyjski Distinguished Flying Cross
- brytyjska Gwiazda za Wojnę 1939–1945[7]
- brytyjski Medal Obrony[7]
- brytyjski Medal Wojny 1939–1945[7]
- amerykański Distinguished Flying Cross
- amerykański Air Medal – czterokrotnie